# Bad Wünnenberg
Ne doit pas être confondu avec Bade-Wurtemberg.

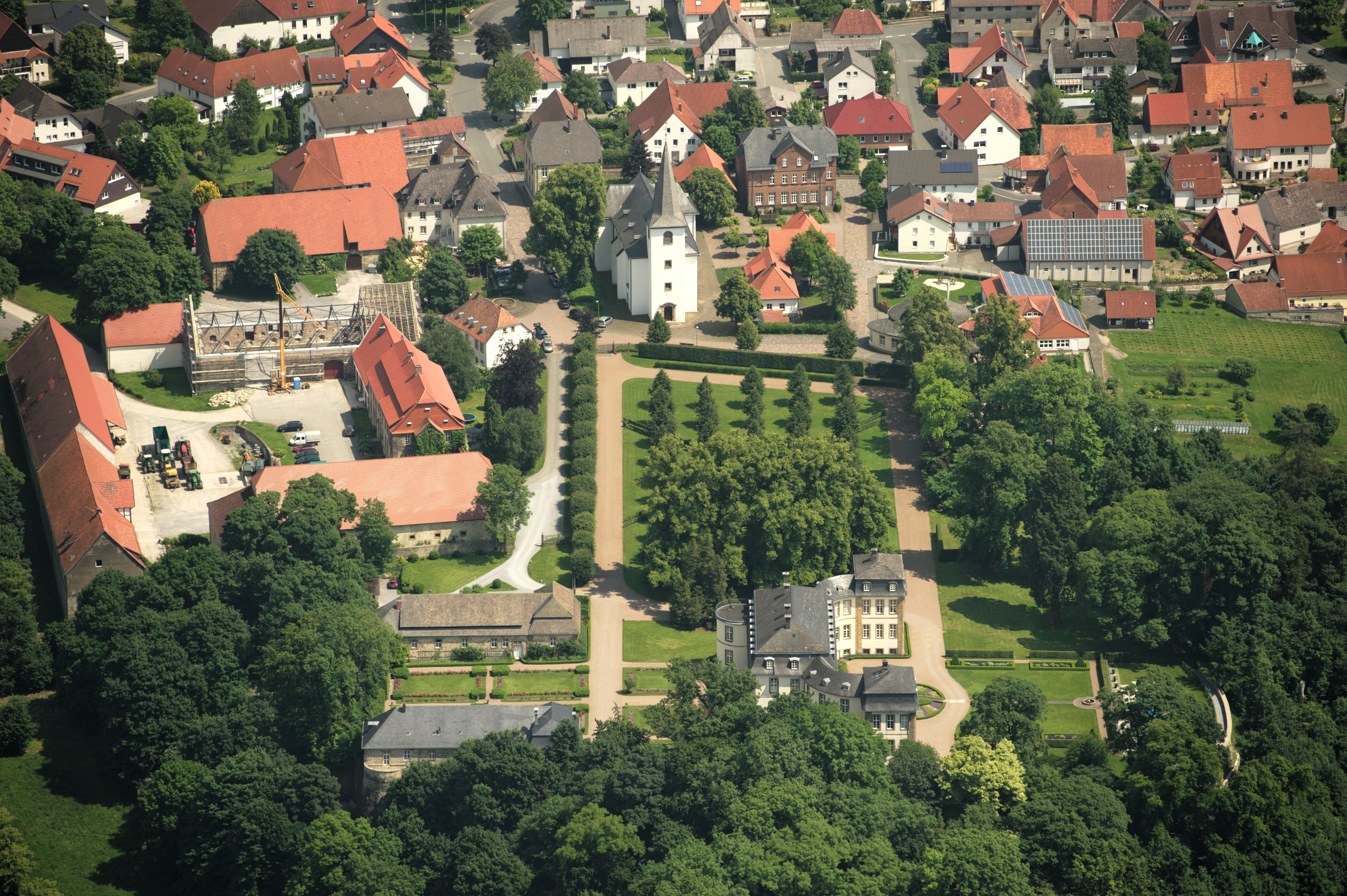
Bad Wünnenberg

Bad Wünnenberg est une ville d'Allemagne, située à l'est du land de Rhénanie-du-Nord-Westphalie dans l'arrondissement de Paderborn.

## Géographie
La plupart de la ville s'étend sur le haut plateau de Paderborn (en allemand Paderborner Hochfläche), le plus grand karst et le plus grand paysage calcaire de Westphalie.
Mais le sud de la ville fait partie du Sauerland.
Bad Wünnenberg a des limites - commençant à l'ouest dans le sens des aiguilles d'une montre - avec Büren (Westphalie), Salzkotten, Borchen et Lichtenau (Westphalie) (arrondissement de Paderborn), Brilon et Marsberg, arrondissement de Haut-Sauerland.

## Historique
La ville de Wünnenberg fut créée le 1er janvier 1975 par la loi du 5 novembre 1974 en fusionnant les anciennes communes de Bleiwäsche, Fürstenberg (Westphalie), Leiberg et Wünnenberg du canton de Wünnenberg et Elisenhof, Haaren et Helmern du canton d'Atteln (arrondissement de Büren) et en insérant la ville dans l'arrondissement de Paderborn.
Aujourd'hui la ville s'appelle Bad Wünnenberg.

## Personnalités liées à la ville
- Walter Stennes (1895-1989), homme politique né à Fürstenberg.
- Hubertus Schmidt (1959-), cavalier né à Haaren.